# Марина Велка (Витербо)
Марина Велка је насеље у Италији у округу Витербо, региону Лацио.
Према процени из 2011. у насељу је живело 293 становника. Насеље се налази на надморској висини од 20 м.